# أنوين سوتر
أنوين سوتر (بالإنجليزية: Unwin Sowter)‏لاعب كراكيت أنجليزي ولد عام 1839 وتوفي في عام 1910.